# Partido Socialdemócrata de los Trabajadores de Letonia
El Partido Socialdemócrata de los Trabajadores de Letonia (PSTL) (en letón: Latvijas Sociāldemokrātiskā Strādnieku Partija) es un partido político de Letonia. Tiene una larga historia, pero en la actualidad, no tiene representación en el Parlamento. Es miembro del Partido Socialista Europeo, y de la Internacional Socialista.

## Historia
El POSL fue creado en 1904 cuando Letonia formaba parte del Imperio ruso. Se alió con el Partido Obrero Socialdemócrata Ruso, pero se separó del mismo en 1918.
En la Asamblea Constitucional de 1920, el POSL obtuvo 57 de 150 escaños. Ganó casi todas las elecciones legislativas entre 1922 y 1931. El líder del partido era en ese entonces Pauls Kalniņš.
En 1934, después del golpe de estado de Kārlis Ulmanis, el POSL estuvo prohibido, y siguió en esa situación después de la ocupación de Letonia en 1940 por la URSS. El POSL se mudó a Suecia, donde se mantuvo hasta la caída de la Unión Soviética, en 1991.
Cuando Letonia declaró su independencia en 1990, el partido retornó su actividad, aunque sufrió numerosas escisiones. En junio de 2004, el POSL obtuvo 27 437 votos (4.79%) lo que le permitió tener un diputado europeo. En las elecciones de 2005, el POSL obtuvo nada más que 3.5% de los votos, y ningún representante en el Parlamento.

## Resultados electorales
| Año                                    | Votos         | %             | Escaños       | +/-           | Gobierno           |
| -------------------------------------- | ------------- | ------------- | ------------- | ------------- | ------------------ |
| 1920                                   | 274.877 (#1)  | 38,67         | 57/150        |               | Oposición          |
| 1922                                   | 241.947 (#1)  | 30,56         | 30/100        | 27            | Coalición          |
| 1925                                   | 260.987 (#1)  | 31,37         | 32/100        | 2             | Oposición          |
| 1928                                   | 226.340 (#1)  | 24,34         | 25/100        | 7             | Oposición          |
| 1931                                   | 186.000 (#1)  | 19,23         | 21/100        | 4             | Oposición          |
| Partido ilegalizado entre 1934 y 1990. |               |               |               |               |                    |
| 1993                                   | 7.416 (#16)   | 0,70          | 0/100         |               | Extraparlamentario |
| 1995a                                  | 43.599 (#10)  | 4,60          | 0/100         |               | Extraparlamentario |
| 1998b                                  | 123.056 (#5)  | 12,88         | 14/100        | 14            | Coalición          |
| 2002                                   | 39.837 (#8)   | 4,02          | 0/100         | 14            | Extraparlamentario |
| 2006                                   | 31.728 (#8)   | 3,50          | 0/100         |               | Extraparlamentario |
| 2010c                                  | 6.139 (#10)   | 0,65          | 0/100         |               | Extraparlamentario |
| 2011                                   | 2.531 (#11)   | 0,28          | 0/100         |               | Extraparlamentario |
| 2014                                   | No participó. | No participó. | No participó. | No participó. | No participó.      |
| 2018d                                  | 1.735 (#14)   | 0,20          | 0/100         |               | Extraparlamentario |

a En la coalición Justicia y Trabajo.
b En al Alianza Social Democrática.
c En la coalición Responsabilidad.
d En la coalición Unión SKG.